# Daniel Zamudio Vera

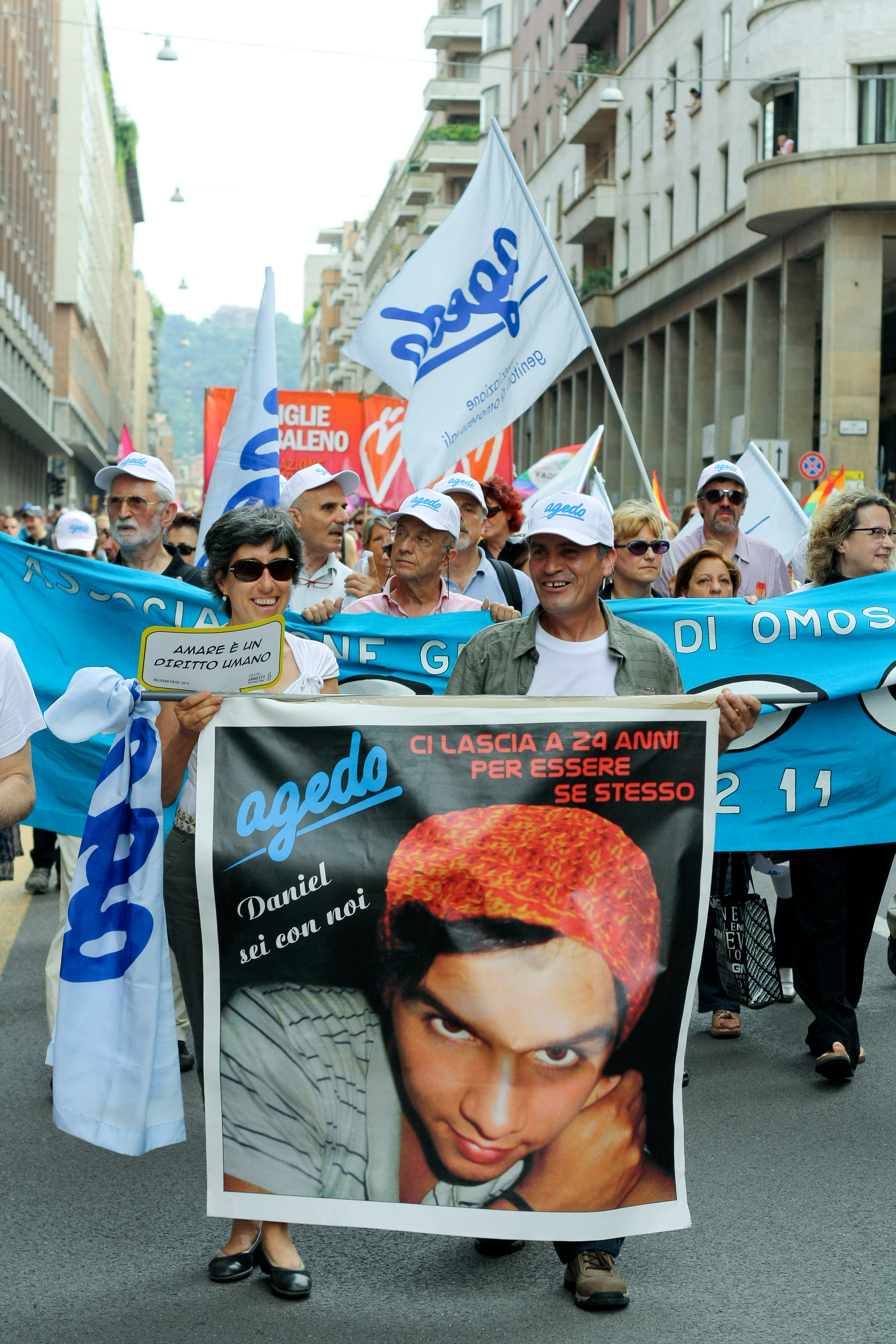
Teilnehmer gedenken Zamudio auf dem Bologna Pride 2012

Daniel Mauricio Zamudio Vera (* 3. August 1987 in Santiago de Chile; † 27. März 2012 ebenda) war ein chilenischer Verkäufer, der Opfer einer weltweit beachteten Gewalttat wurde. Der offen homosexuelle junge Mann wurde von vier Neo-Nazis wegen seiner sexuellen Orientierung stundenlang brutal gefoltert und so schwer verletzt, dass er drei Wochen später an den Folgen des Verbrechens starb. Sein Tod löste in ganz Lateinamerika und darüber hinaus Entsetzen aus und führte in Chile zur Beschleunigung des Gesetzgebungsprozesses zum Erlass eines Antidiskriminierungsgesetzes, das Hasskriminalität als Strafschärfungsgrund im chilenischen Strafrecht verankerte.

## Leben
Daniel Zamudio Vera wurde als zweites von vier Kindern von Iván Zamudio und Jacqueline Vera geboren. Seine Heimatstadt San Bernardo, in der er aufwuchs und lebte, liegt nur wenige Autobahnminuten von der Hauptstadt Santiago de Chile entfernt. Als er dreizehn Jahre alt war, bemerkten die Eltern, dass ihr Kind homosexuell war; ein regelrechtes Coming Out hatte er aber erst mit 17 Jahren. Sein Verhältnis zur Familie war im Grunde gut. Allerdings akzeptierte der Vater die Homosexualität des Sohnes lange Zeit nicht. Demgegenüber zeigte sich die Mutter verständnisvoller und akzeptierte ihn so, wie er war. 2003 ließen die Eltern sich scheiden, und Daniel zog zu seiner Mutter und der Großmutter. Mit 17 Jahren verfiel er in eine Depression, nachdem sein bester Freund Suizid begangen hatte. Von dieser Depression erholte er sich nie mehr ganz und brach deswegen die Schule ab. Er begann, als Verkäufer bei einer chinesischen Bekleidungskette zu arbeiten. Bis zu seinem Tod war er dort tätig.
Er wollte Geld sparen, um sich seinen Traum erfüllen zu können: ein Studium der Theaterwissenschaften und einen Job als Model. Er besuchte regelmäßig Schwulenclubs und Bars in der Hauptstadt und berichtete Freunden, beim Verlassen eines Etablissements einmal belästigt und nazistisch beschimpft worden zu sein. Er liebte süße Backwaren, chinesisches Essen und wird als normaler junger Mann beschrieben.

## Tathergang und Folgen
Am Freitag, den 2. März 2012, machte sich Zamudio um 7:30 Uhr morgens auf den Weg zur Arbeit nach Santiago. Seinen Angehörigen teilte er nachmittags mit, dass er nach der Arbeit zu einer Freundin gehen wollte und erst sehr spät nach Hause käme. Als sein Sohn am Sonntag, den 4. März, noch immer nicht zu Hause war, ging der Vater zur Polizei und meldete ihn als vermisst.
Bereits am 3. März gegen 4:00 Uhr morgens hatte ein Polizeibeamter den schwer verletzten jungen Mann im Parque de San Borja gefunden. Er wurde ins Ambulanzkrankenhaus Posta Central (HUAP) in Santiago de Chile eingeliefert. Daniel hatte keine Papiere mehr bei sich. Die Polizei identifizierte ihn, indem sie alle Krankenhäuser überprüfte und nach möglichen Einlieferungen von Personen suchte, deren Beschreibung auf Daniel passen könnte.
Soweit der Tathergang rekonstruiert werden konnte, war Daniel abends im Park unterwegs gewesen und dort auf die Gruppe der vier Täter im Alter von 19 bis 25 Jahren getroffen. Diese folterten ihn über einen Zeitraum von etwa sechs Stunden. Sie traten und schlugen mit einem sechs Kilogramm schweren Stein auf seinen Kopf und seine Beine ein, verletzten ihn mit Glasscherben und ritzten an verschiedenen, teils intimen Stellen seines Körpers Hakenkreuze ein, schnitten ein Stück seines Ohrs ab, drückten Zigaretten auf ihm aus, brachen ihm die Beine und urinierten auf ihr Opfer.
Daniel kam mit lebensgefährlichen Verletzungen ins Krankenhaus und wurde intensivmedizinisch behandelt. Mehrere Tage lang harrten Menschen vor der Klinik aus, beteten für Daniel und hielten Nachtwachen. Kurzzeitig sah es am 19. März 2012 so aus, als könnte eine Stabilisierung seines Zustandes erreicht werden, der sich in der Folge jedoch wieder verschlechterte. Am 27. März 2012 verstarb Daniel um 19:45 Uhr im Alter von 24 Jahren.

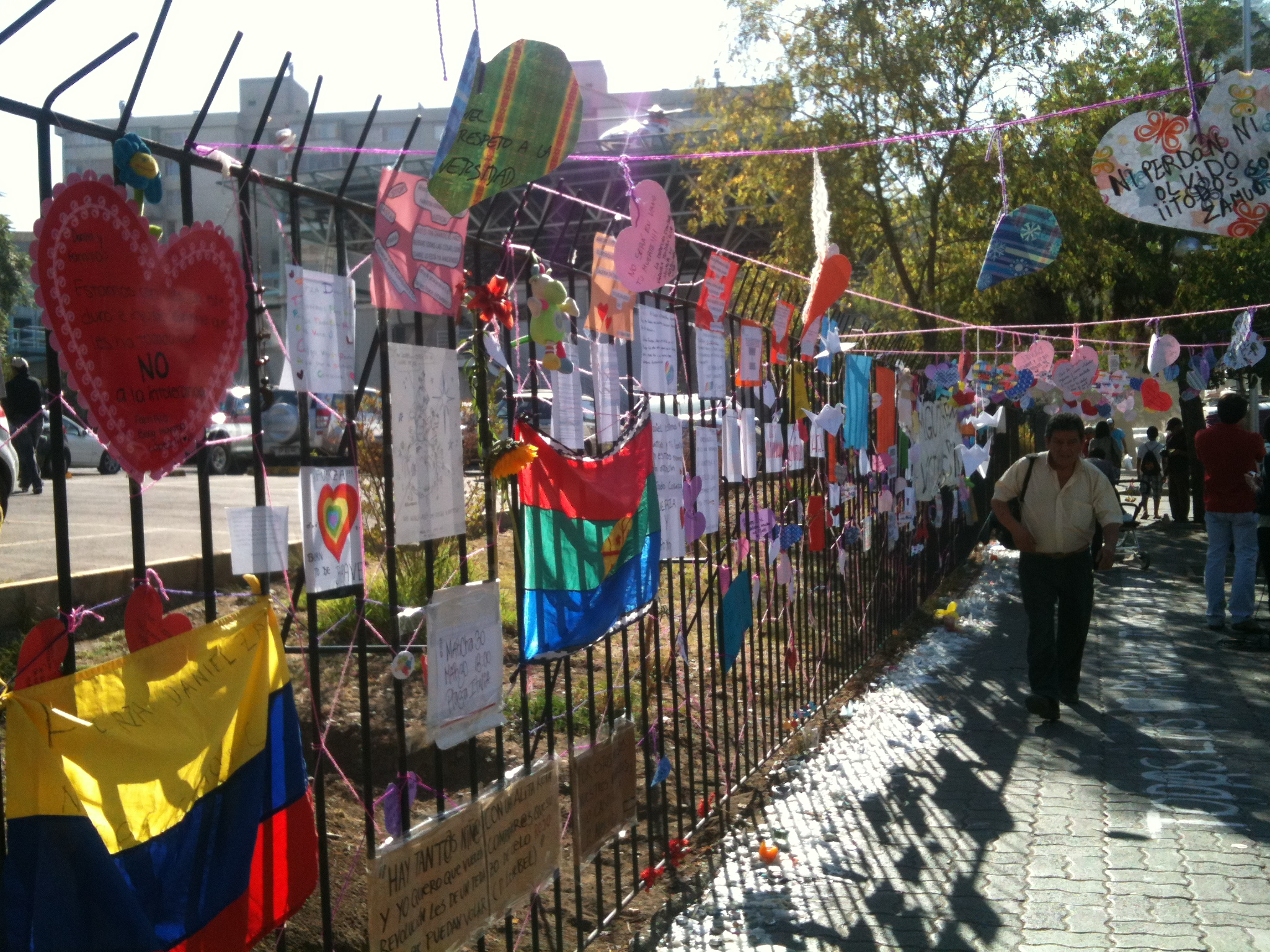
Ausdruck der Anteilnahme vor dem Krankenhaus

Die Täter wurden aufgrund von Zeugenaussagen und Hinweisen am 9. März 2012 gefasst und waren geständig. Der Haupttäter wurde im Oktober 2013 wegen Mordes zu einer lebenslangen Haftstrafe verurteilt, zwei Mittäter zu je 15 Jahren und einer zu sieben Jahren.

## Beisetzung
Der Leichnam des nun in ganz Lateinamerika bekannten Mordopfers wurde eingeäschert und am 30. März 2012 auf dem Hauptfriedhof von Santiago beigesetzt. Der Trauerzug umfasste mehrere Tausend Menschen, darunter auch viele Bürger der Hauptstadt und aus allen Teilen Chiles, die zur Demonstration ihrer Solidarität nach Santiago gekommen waren. Als der Wagen mit der Urne durch die Menschenmenge fuhr, brandete Applaus auf, viele Menschen weinten. Es wurden weiße Blumen als Zeichen für Frieden und Unschuld geschwenkt. In der Innenstadt spielten ihm zu Ehren mehrere Bands und eine Theatergruppe führte ein Stück auf, das in groben Zügen das Leben Daniels nachzeichnet. Seit 2014 befindet sich die Urne innerhalb des Hauptfriedhofs in einem von der NGO Movimiento de Integración y Liberación Homosexual (Movilh) betreuten Gemeinschaftsgrab ().

## Reaktionen und Bedeutung
Daniels Bruder Diego bedankte sich für die überwältigende Anteilnahme der Öffentlichkeit. Auch diverse Prominte äußerten sich zu dem Fall. Staatspräsident Sebastián Piñera zeigte sich erschüttert, kondolierte der Familie und kündigte einen harten Kampf für die Rechte gleichgeschlechtlicher Menschen in Chile an. Außerdem äußerten sich der Vizepräsident von Chile, Rodrigo Hinzpeter sowie der Gesundheitsminister Jaime Miñalich, der Vorsitzende des Zentralrates der Juden Chiles sowie der Vorsitzende der führenden Schwulen- und Lesbenorganisation des Landes, Rolando Jiménez. Aus dem Showbusiness wurden vor allem die Reaktionen des bekannten chilenischen Fernsehmoderators Rafael Araneda und des weltberühmten Latino-Sängers Ricky Martin wahrgenommen, der sagte, er widme seinen GLAAD Media Award, den kurz zuvor erhalten hatte, Daniel Zamudio Vera.
In Chiles Medien wurde diskutiert, ob das geplante Gleichstellungsgesetz den Namen von Zamudio erhalten sollte, um ihm so für alle Zeiten ein ehrendes Andenken zu geben. Jiménez bezeichnete Daniel Zamudio als einen Märtyrer für die Sache der Homosexuellen. Auch der Erzbischof von Santiago de Chile und Vorsitzende der Chilenischen Bischofskonferenz, Ricardo Ezzati Andrello, äußerte sein Entsetzen über den Fall. Er veröffentlichte am 28. März 2012 die Erklärung Für ein humanes und gewaltloses Zusammenleben, darin verurteilte er die Tat scharf und sprach von einer Verleugnung der Menschenwürde. Er hoffe, dass die Täter bestraft werden, und sprach der Familie sein Beileid aus. Auch der britische homosexuelle Popsänger Boy George äußerte Entsetzen und Abscheu über dieses Verbrechen. Damit war er die erste nicht-lateinamerikanische Persönlichkeit, die sich zu dem Fall äußerte.
Sieben Jahre lang hatten die Homosexuellenverbände Chiles für das Gesetz gekämpft, das jedoch bis dahin nicht verabschiedet worden war. Konservative Kreise befürchteten, damit eine Hintertür auch für die gleichgeschlechtlichen Ehe in Chile zu öffnen, die im Nachbarland Argentinien bereits anerkannt war. Im Allgemeinen gilt Chile als ein tolerantes und liberales Land gegenüber Homosexualität. Noch im Todesjahr von Daniel Zamudio wurde 2012 eine vierteilige Fernsehserie mit dem Titel Zamudio – Perdidos de la noche in Chile gedreht und ausgestrahlt. Sie erzählt das Leben des jungen Mannes für ein breites Publikum nach.
Im Jahr 2013 gründeten Familienangehörige und Freunde von Daniel eine Stiftung mit dem Namen Fundacion Daniel Zamudio mit Sitz in seiner Heimatstadt San Bernardo, um als Beratungs- und Hilfsorgan Eltern zu beraten, deren Kinder selbst homosexuell sind, sich für die Rechte vor allem junger Homosexueller einzusetzen und an Jahrestagen regelmäßig an das Schicksal von Daniel und anderen Homosexuellen zu erinnern. Zum ersten Jahrestag des Verbrechens am 2. März 2013 rief die Stiftung zu einer Mahnwache im Stadtzentrum von Santiago auf.
Der Mordfall gilt als eine „Wasserscheide“ für die öffentliche Wahrnehmung von Homosexuellen und ihrer Rechte in Chile. Es handelt sich um eines der brutalsten bekannt gewordenen Verbrechen dieser Art in Chile und weltweit. Zum neunten Jahrestag der Tat am 2. März 2021 erinnerten Vertreter der LGBT-Bewegung an die Bedeutung des Falles:

«Daniel significó un antes y un después para los derechos LGBTIQ+ y, en razón de su fatal desenlace, se aceleró la tramitación de la Ley Antidiscriminatoria, que renombramos como Ley Zamudio.»

„Seit Daniel gibt es ein Vorher und ein Nachher, was die Rechte für LGBTIQ+ betrifft, und wegen des fatalen Ausgangs wurde die Verabschiedung des Antidiskrimininierungsgesetzes beschleunigt, das wir in Zamudio-Gesetz umbenannt haben.“

In den neun Jahren nach dem Mord an Daniel zählt die Organisation Movilh 34 weitere Hassverbrechen in Chile, doch nur in vier Fällen wurde der in der Ley Zamudio vorgesehene Schärfungsgrund auch tatsächlich von der Justiz angewandt. In keinem dieser Fälle wurde den Opfern die in dem Gesetz vorgesehene Entschädigung zugesprochen. Der Verband kritisierte die zögerliche Anwendung.

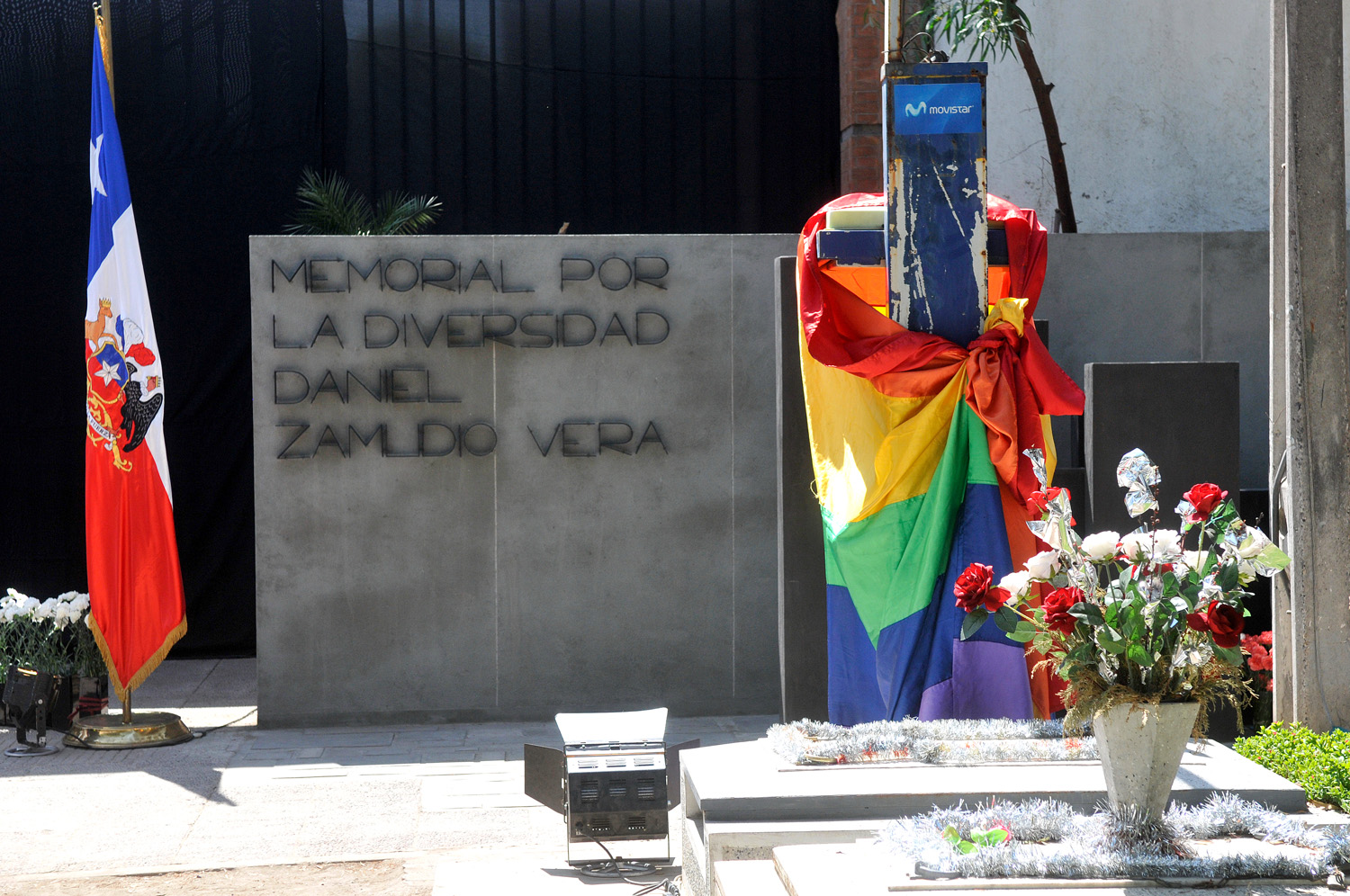
Denkmal für den ermordeten Daniel Zamudio Vera (1987–2012)